# Philip Pendleton Cooke
Philip Pendleton Cooke (ur. 1816, zm. 1850) – poeta amerykański, przyjaciel Edgara Allana Poe.

## Życiorys
Urodził się w Martinsburg 26 października 1816. Jego rodzicami byli prawnik i polityk John Rogers Cooke i Maria W. Pendleton. Był starszym bratem pisarza Johna Estena Cooke’a i kuzynem kongresmana i powieściopisarza Johna Pendletona Kennedy’ego. W 1831 wstąpił na College of New Jersey (późniejszy Princeton University). W 1834 uzyskał dyplom. W 1837 otrzymał uprawnienia do wykonywania zawodu prawnika. W tym samym roku ożenił się z Williann Corbin Tayloe Burwell. Miał z nią cztery córki i syna. Zmarł 20 stycznia 1850 na zapalenie płuc po tym, jak w czasie polowania przejechał konno przez lodowatą rzekę. Został pochowany na Old Chapel Cemetery w Clarke County.

## Twórczość
Początkowo Cooke publikował pod pseudonimem Larry Lyle. Współpracował z pismami Winchester Virginia Republican, Knickerbocker i New York Monthly Magazine. Opublikował tylko jeden tomik wierszy Froissart Ballads, and Other Poems (1847). Jego najsłynniejszym utworem jest wiersz Florence Vane, który przypadł do gustu Edgarowi Allanowi Poe:
I loved thee long and dearly,	
Florence Vane;
My life’s bright dream and early	
Hath come again;
I renew in my fond vision	        
My heart’s dear pain,
My hope, and thy derision,	
Florence Vane.